# アルフレッド・アドラー
アルフレッド・アドラー（Alfred Adler、ドイツ語発音: [alfreːt aːdlɐ] アルフレート・アードラー、1870年2月7日 - 1937年5月28日）は、オーストリアの精神科医、精神分析学者、心理学者。ジークムント・フロイトおよびカール・グスタフ・ユングと並んで現代のパーソナリティ理論や心理療法を確立した1人。
初期の頃のフロイトとの関わりについて誤解があるが、アドラーはフロイトの共同研究者であり、1911年にはフロイトのグループとは完全に決別し、アドラー心理学（個人心理学）を創始した。

## 生涯
1870年2月7日、ウィーンの郊外ルドルフスハイムで、ハンガリー系ユダヤ人の父とチェコスロヴァキア系ユダヤ人の母との間に生まれた。アドラーが育った家庭はユダヤ人の中産階級に属していて、父親は穀物商を営んでおり、母親は夫の仕事を手伝う勤勉な主婦だった。アドラーは6人兄弟の次男で、上に2歳上の兄がいた。アドラーは、このような大家族の中で育ったことが自身のパーソナリティの成長と、後に独自の理論を発展させる基盤になったことを認めている。

### 医師として
アドラーは幼い頃に、声帯のけいれんと、くる病に苦しんだ。また、3歳下の弟が生後1年でジフテリアで死んだこと、何よりアドラー自身が4歳頃に肺炎にかかって危うく死にかけたことが、医師を志す動機となった。ギムナジウムを経て1888年にウィーン大学の医学部へ入学、1895年に卒業すると、ユダヤ人、中下層階級の人が多く住むウィーン2区レオポルトシュタットで眼科医、のちに内科の診療所を始めた。彼の患者は概して裕福ではなく、診療所がプラーター遊園地の近くにあったので、遊園地で働く空中ブランコ乗りなどの軽業師や大道芸人など、自分の身体能力で生計を立てている者が多かった。その中には、幼い頃には身体が弱かったのにそれを努力により克服し、逆にその弱かった部分を強くしたり活かしたりしている者が少なからず存在した。このことはアドラーが後に器官劣等性と呼ぶことになる概念を考えるきっかけとなり、「補償」、「過補償」の理論を発展させるのに役立った。また私生活では1897年に、ロシア系ユダヤ人のライザ・ティモフェヤーニャ・エプシュタインと結婚した。
1898年、アドラーは最初の著作となる『仕立て業のための健康手帳』を刊行した。アドラーは、あくまで医学の正しい知識を通じて社会をよりよくしようと考えていたので、当時沸騰していた政治運動とは一線を画していた。1902年にジークムント・フロイトから招かれ、フロイトの家で開かれた水曜日の研究会の最初の5人のメンバーの一人となった。これが彼と精神分析との関わりの始まりとなる。
1907年には、処女作の『器官劣等性の研究』を上梓、1910年にウィーン精神分析協会の議長に就任し『精神分析中央雑誌』の編集長を務めた。しかしこの頃からフロイトと意見を異にすることが多くなる。1911年、フロイトはアドラーの説が無意識と性欲を無視しており、心理学を生物学と生理学に従属させる「反動的で退化した一般心理学」に過ぎない、として激しく批判する。アドラーもフロイト理論を信じられなくなっており、同年、主だった仲間と共に自由精神分析協会を設立（1913年に個人心理学会へと改称）、ウィーン精神分析協会を脱退する。フロイトらの学説とは完全に袂を分ち、翌1912年に『神経質について』を出版した。
第一次世界大戦では1916年から軍医として従軍し、戦争と大勢の負傷者、とりわけその中でも神経症の患者を大勢観察する中で、アドラーは共同体感覚こそが何にもまして重要であることを見出し、大戦終了後に共同体感覚を個人心理学の最新の基礎として語り始める一因となる。

### 教職へ従事

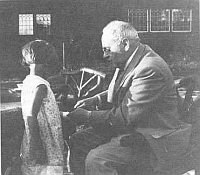
講演の合間に怪我をした少女の手に包帯を巻くアドラー

終戦の混乱から新しいオーストリアの建設が目指される中で、アドラーは生涯でただ1度だけ政治活動に関わることになった。ウィーン1区の労働者委員に就任して教育改革に従事し、その一環として1922年に児童相談所を設立している。1920年代には、教育、医学、心理学、ソーシャル･ワークなどを含む学際的な探求を通じて、子どもたちの精神的健康のために革新的な考えを持つ心理学者として知られるようになっていた。彼は子どもたちの親や教師を含む多くの専門家でない聴衆に対して、精神医学や心理学の知識を伝えていった。アドラーは診療所での診療の他に、児童相談所やフォルクスハイムで講義を行い、1924年にはウィーン教育研究所治療教育部門の教授に就任した。
アドラーは絶え間ない診療、講演、著作や監修、そして夜な夜な友人や仲間とカフェで議論を交わしていて、多忙を極めた。なぜなら、家庭と学校において、子どもの教育に効果のある新しい方法が求められていたからである。彼は、仕事のペースを緩めることなく精力的に活動し、その名声は年々国際的に高まっていった。1926年末に初めてアメリカ合衆国へ数ヶ月にわたる講演旅行に訪れ、大成功を収める。新聞は個人心理学について詳細に、そして讃美にあふれた記事を書くまでになっていた。これ以降、アドラーは1年の半分ずつをヨーロッパ大陸と北米大陸とで過ごし、カウンセリングと講演で大陸各地を廻る生活が続いた。アメリカでの活動の拠点は、長らくニュースクール大学での連続講演だったがつまり、そこでの講演とは別に、医学生に対しても教育を行うようになったのである。また、教育診療所の評判も上々だった。

### アメリカ移住
世界大恐慌以降のオーストリアでは、政治が不安定となった。一方アメリカでは、1932年にロングアイランド医科大学の医学心理学招聘教授に任命され、大学付属の教育診療所の指導も任され、『人生の意味の心理学』を刊行した。1934年にオーストリアでドルフース首相のクーデターによるオーストロファシズム政権が樹立されると、翌1935年に一家でアメリカに移住した。
一家を苦しめ悩ませたのは、長女ヴァレンタイン（ヴァリ）と音信不通になったことだった。ヴァリは社会学の博士号を取り、ハンガリーのジャーナリストジューラ・サスと結婚して、ナチスの支配するドイツからストックホルムを経てモスクワへ移っていた。しかし、1937年1月半ばから連絡が取れなくなり、一家は手を尽くしたが、ヴァリの安否はわからなかった。
後年、ヴァリは夫婦共々トロツキストの嫌疑を受けて、同年1月22日に秘密警察に逮捕され、裁判で10年の懲役刑を受けて強制収容所に送られ、1942年7月6日に死亡していたことが確認された。

### 死
1937年、アドラーは、ヨーロッパへ講演旅行に出かけた。同年4月半ばにフランスに着いて、10週間ほとんど連続の講演旅行が始まり、フランス、ベルギー、オランダを回って、イギリスに渡った。イギリスでは次女のアレクサンドラと共同で授業を行う予定だった。しかし、5月28日、スコットランドのアバディーン大学での連続講義の4日目（最終日の金曜日）に1人で朝食を済ませ、ホテルから散歩に出かけた直後、ユニオン・ストリートの舖道上で意識を失い昏倒した。病院に搬送される救急車の中で、心臓発作のため死亡した。67歳だった。
遺体はエディンバラ郊外のウォーリストン斎場で火葬された。遺骨の所在は長らく不明だったが、2007年に同斎場で骨壷が発見され、2011年に国際個人心理学会の協議を経て、ウィーン中央墓地に名誉改葬された。

## 事績

### 器官劣等性・劣等感・優越追求
幼い頃、アドラーは声帯に軽いけいれんがあった。しかし、彼はそれを克服し、患者にはいつもやさしく穏やかに語りかけ、歌声はとても美しかったと伝えられ、講演によって多くの人を魅了したのである。
アドラーの最初の診療所は、プラーター遊園地の近くにあり、患者には遊園地で働く料理人や軽業師、芸人等が少なくなかった。アドラーは、彼らを援助するなかで、身体的な弱点を克服して、むしろそれを強みにしたり活かしたりして遊園地での仕事を得ていることに気がついた。
アドラーは自分自身の体験と、そして主にプラーター遊園地の患者の援助において、器官劣等性がある人は、そのような自分の身体的な弱点を努力によって、補償あるいは過補償を行うという理論を発展させた。しかしアドラーはこの理論が、器官劣等性のように客観的に劣っている身体的機能等がある場合にだけ当てはまるのではなく、主観的に「自分は劣っている」と劣等感を覚えてそれを補償する場合にも当てはまることを発見した。そして、人は常に、理想の状態を追求し（優越追求）、理想の状態は仮想であるから、それに到達できない自分について劣等感を覚える、という優越コンプレックスの理論へと発展させていった。

### 児童相談所・ウィーン教育研究所
戦間期のウィーン市政は、社会民主党によって運営されていた（「赤いウィーン」）。社会民主党は、様々な改革を行ったが、中でも教育改革は重要な改革であった。アドラーは第一次世界大戦前の息の詰まるような伝統的な権威主義的な教育に反対で、友人のカール・フルトミューラーと共に教育改革に取り組んだ。
アドラーは児童相談所を設立し、クラスの様々な生徒への対処の仕方について助言を求める教師や、子どものことについて助言を求める親にカウンセリングを行った。またこの頃には、各学校では関心のある親のために、「親の会」が開かれるようになっていた。アドラーは、ここでも子どもの教育に関する講義を行ったりその援助を行った。こうして、児童相談所はウィーンのみならず、ヨーロッパへと拡がっていった。
アドラーはまた、1924年にウィーン市が独自に設立した教育研究所の治療教育部門教授に就任し、教師の再教育を援助した。教師は、発達および教育心理学のトレーニングを受け、個人心理学における子どもの発達と治療に関する基礎的な知識を得ることができた。
児童相談所、ウィーン教育研究所の取り組みは成功し、国際的に高い評価を得た。

### 世界をよりよくすること
アドラーは楽観的な意見の持ち主で、個人心理学の知識を通じて、世界をよりよくするための機会を提供できると確信していた。アドラーは、個人心理学の未来について次のように述べている。
誰ももう、わたしの名前など覚えていないときがくるかもしれません。個人心理学という学派の存在さえ、忘れられるときがくるかもしれません。けれども、そんなことは問題ではないのです。なぜなら、この分野で働く人の誰もが、まるでわたしたちと一緒に学んだように行動するときがくるのですから。—アルフレッド・アドラー、"Alfred Adler as We Remember Him" (1977)

### 後継者の育成
アドラーの死後、その教えは多くの者に引き継がれた。オーストリアではカール・フルトミューラー、フェルディナント・ビルンバウムを中心に仕事が再開され、アメリカではシカゴを拠点としてルドルフ・ドライカースが活発なグループを設立し、個人心理学国際ニュースレターを発行した。ハインツ・アンスバッハーとロウィーナ・R・アンスバッハー（Rowena R. Ansbacher）はヴァーモント大学を拠点にしてアドラー心理学の教科書とも言える "THE INDIVIDUAL PSYCHOLOGY OF ALFRED ADLER" を著した。

### エピソード
アドラーの人柄を伝えるエピソードには次のようなものがある。

アドラーは心理学の講義を行った後、用意された昼食を学生たちと楽しんでいた。だが、１人の女性は、サンドイッチと飲み物だけの昼食が続くことに腹を立てて言った。「毎日先生にサンドイッチを食べさせるなんてひどいって言ったのですよ。先生のような偉大な方に」と。アドラーは女性にこう言った。「いいですか。もしも私の中に偉大さというものがあるとすれば、私が食べたもののためではありませんよ」

偉ぶらず、質素な生活を好む人柄が表れる話である。

## 批判
アドラーと交流のあった科学哲学者のカール・ポパーはアドラーの個人心理学は疑似科学を伴った理論であると批判している。
1919年のある時、ポパーは小児患者の症例をアドラーに報告した。しかし、アドラーはその患者を診た事さえないのに、自分の劣等感理論によってその事例を事も無げに分析してみせたという。ポパーによれば、アドラーの個人心理学のように、どんな事例も都合よく解釈でき、反証可能性の無い理論はニセ科学である。これがアインシュタインの相対性理論のような本物の科学とは異なる点だと言う。

## 日本語訳著書
- 問題児の心理（高橋堆治訳 刀江書院 1941年）
- 現代人の心理構造（山下肇訳 日本教文社 1957年）
- 問題児の心理（高橋堆治訳 刀江書院 1959年）
- 子どもの劣等感 問題児の分析と教育（高橋堆治訳 誠信書房 1962年）
- 問題児の診断と治療（高橋堆治訳 川島書店 1973年）
- 子どものおいたちと心のなりたち（岡田幸夫、郭麗月訳 ミネルヴァ書房 1982年）

- 器官劣等性の研究（安田一郎訳 金剛出版 1984年）
- 人生の意味の心理学（高尾利数訳 春秋社 1984年）
- 人間知の心理学（高尾利数訳 春秋社 1987年）
- アドラーのケース・セミナー ライフ・パターンの心理学（ウォルター・ベラン・ウルフ編 岩井俊憲訳 一光社 2004年）
- 超訳 アドラーの言葉（岩井 俊憲訳 ディスカヴァー・トゥエンティワン 2024年）
- 岸見一郎訳
  - 個人心理学講義 生きることの科学（一光社 1996年）
  - 子どもの教育（一光社 1998年 のちアルテ）
  - 人はなぜ神経症になるのか（春秋社 2001年 のちアルテ）
  - 生きる意味を求めて（アドラー・セレクション アルテ 2007年）
  - 教育困難な子どもたち（アドラー・セレクション アルテ 2008年）
  - 人間知の心理学（アドラー・セレクション アルテ 2008年）
  - 性格の心理学（アドラー・セレクション アルテ 2009年）
  - 人生の意味の心理学（アドラー・セレクション アルテ 2010年）
  - 個人心理学の技術 1（伝記からライフスタイルを読み解く）（アドラー・セレクション アルテ 2011年）
  - 個人心理学の技術 2（子どもたちの心理を読み解く）（アドラー・セレクション アルテ 2012年）
  - 子どものライフスタイル（アドラー・セレクション アルテ 2013年）
  - 性格はいかに選択されるのか（アドラー・アンソロジー アルテ 2013年）
  - 勇気はいかに回復されるのか（アドラー・アンソロジー アルテ 2014年）

- 前田憲一訳
  - 人間知の心理学　全2巻(Amazonペーパーバック 2022年）
  - アドラーの子どもの教育(Amazonペーパーバック 2024年）
  - アドラーがみた神経症(Amazonペーパーバック 2024年）
  - 人生のパターン(Amazonペーパーバック 2024年）
  - 人生の意味の心理学(Amazonペーパーバック 2024年）
  - 生きることの科学(Amazonペーパーバック 2024年）
  - 男と女の協働(Amazonペーパーバック 2024年）